# Porte de Douai - Jardin des Plantes (métro de Lille)
Pour les articles homonymes, voir Gare de Lille-Porte-de-Douai et Porte de Douai (Lille).
La station Porte de Douai - Jardin des Plantes est une station de la ligne 2 du métro de Lille, située à Lille, dans le quartier Moulins. Inaugurée le 1er avril 1989, la station permet de desservir la faculté de droit de l'université de Lille et trois lycées de la commune.

## La station

### Situation
La station se situe au-dessus du boulevard d'Alsace à côté de la place Fernig. Elle permet de desservir le quartier Moulins à Lille.
Elle est située sur la ligne 2 entre les stations Porte d'Arras et Porte de Valenciennes à Lille.

### Origine du nom
Cette station doit son nom au fait qu'elle se situe près de l'ancien emplacement de la Porte de Douai, disparue lors de la destruction des remparts de la ville.

### Histoire
La station est ouverte le 1er avril 1989 lors de la mise en route de la ligne 1 bis, devenue en 1994 la ligne 2.
La station est partiellement incendiée durant la nuit du 29 au 30 juin 2023 lors d'émeutes.
La station est rebaptisée Porte de Douai - Jardin des Plantes en 2024.

### Architecture
La station est bâtie sur deux niveaux, bénéficiant d'un seul accès :
- niveau de surface : entrée, accès ascenseur, vente et compostage des billets
- niveau aérien : voies centrales et quais opposés

Une architecture très ouverte, on y voit tout autour comme dans la plupart des stations de métro telles que Porte d'Arras et Porte de Valenciennes.

## Intermodalité
La station est desservie par les lignes L1, 15, 52, 67, N1 et Z2 du réseau Ilévia. Elle est également desservie par les lignes 852, 856, 858 et 871 du réseau interurbain Arc-en-Ciel 2.
La gare SNCF de Lille-Porte-de-Douai est située à 800m.

## À proximité
- Le Jardin des plantes
- La faculté de STAPS de l'université de Lille (Ronchin)
- La faculté de droit de l'université de Lille
- Le lycée César-Baggio
- Le lycée Faidherbe
- Le lycée Gaston-Berger
- Le Théâtre le Prato
- Le Stade Jean-Bouin
- Médiathèque de Lille-Moulins
- Laboratoire d'astronomie de Lille
- École de plein air de Lille